# Виджги

Герб Ястржембец.

Ви́джги (пол. Wydżga, Wydżgowie) — польський шляхетський рід гербу Ястшембець. За переказом виводиться від Виджги, що служив підконюшим мазовецького князя Конрада. Батько Виджги був німецьким лицарем із Розенбергу, що з 1220 року мешкав при княжому дворі, аби взяти участь у хрестових походах проти пруссів. 
У XVI столітті представники роду отримали маєтки на Русі — Галичині й Волині. Його гілками були роди – Сипицькі, Кенпські, Крашевські, Модринські, Реплинські, Трояни.

## Представники
- Анджей Виджга (д/н—1444), плоцький воєвода.
- Ян-Стефан Виджга (1610—1685) — архієпископ гнезненський і примас Польщі (1679—1685), великий канцлер коронний (1678).